# Tillandsia edithae
Tillandsia edithae (лат.) — эпифитное растение, вид рода Тилландсия (Tillandsia) семейства Бромелиевые (Bromeliaceae), эндемик Боливии.

## Ботаническое описание

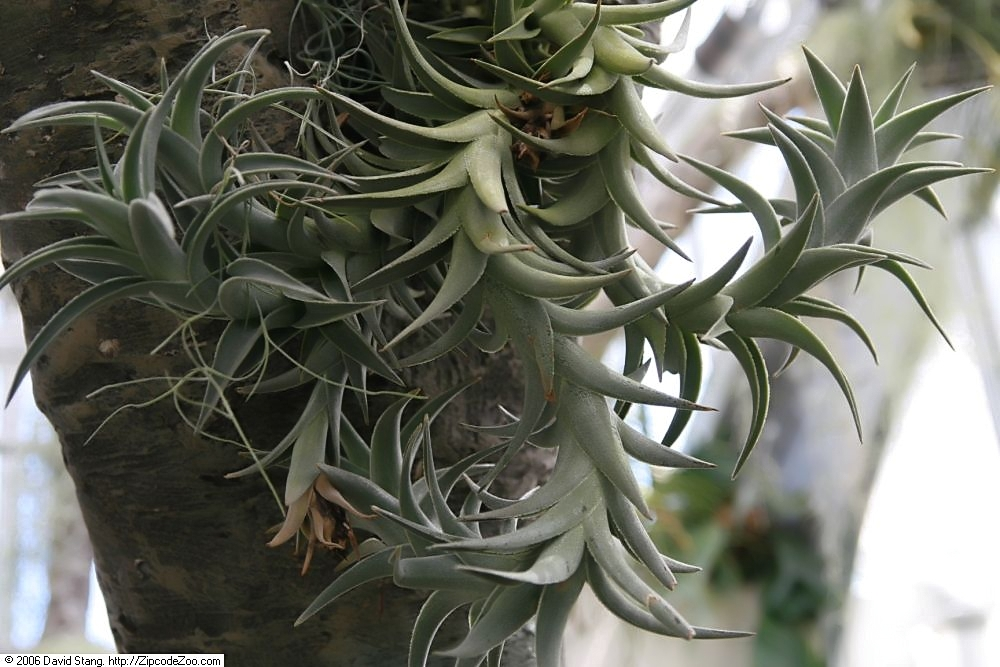
Общий вид Tillandsia edithae

Tillandsia edithae — эпифитное растение с быстрорастущими воздушными корнями, выраженным стеблем длиной до 30 см, красивыми малиново-красными цветками длиной до 3 см. Листья — жёсткие или кожистые ремнеобразной формы. Цвет листьев варьирует от серебристого до оттенков зелёного, они покрыты трихомами, которые собирают воду и питательные вещества для растения. Текстура листьев мягкая или ребристая.

## Таксономия
Вид Tillandsia edithae был впервые описан немецким ботаником Вернером Рау в 1974 году в Tropische und subtropische Pflanzenwelt

## Распространение и местообитание
Tillandsia edithae — эндемик Боливии. Произрастает на скалах на высоте до 2 700 м над уровнем моря.

## Разновидности
- Tillandsia 'Lisa's Jewell'[5]
- Tillandsia 'Peach Parfait'[5]